# Catopsilia pyranthe
Catopsilia pyranthe  (лат.) — вид чешуекрылых насекомых из семейства белянок. Распространён в Юго-Восточной Азии, от Шри-Ланки до Соломоновых островов и в Австралии (о. Лорд-Хау, Виктория и Южная Австралия).
Размах крыльев бабочек около 50 мм. Гусеницы цилиндрические, зелёные с жёлтой полосой с каждого бока и чёрными точками на голове. Взрослые гусеницы 40 мм длиной.
Гусеницы питаются на представителях семейства цезальпиниевых — Cassia brewsteri, Senna planitiicola, Senna barclayana, Senna alata, Senna venusta, Senna aciphylla, Cassia didymobotrya и Cassia fistula.